# Mr. Mom
Mr. Mom ist eine US-amerikanische Filmkomödie von Stan Dragoti aus dem Jahr 1983.

## Handlung
Jack Butler wird eines Tages arbeitslos. Er kann keine neue Arbeit finden. Jack kümmert sich um den Haushalt, während seine Ehefrau Caroline in einer Werbeagentur arbeitet. Er ist zuerst mit seinen Aufgaben überfordert. Seine Nachbarin Joan interessiert sich für ihn.
Caroline unternimmt gemeinsam mit ihrem Chef – der als ein Frauenheld gilt – eine Dienstreise. Der Mann versucht erfolglos, sie zu verführen, wofür er geschlagen wird. Caroline kehrt heim und macht sich Sorgen, sie habe ihren Job verloren. Ihr Chef kommt und bittet sie, wegen eines wichtigen Kunden zurückzukehren.
Der frühere Chef von Jack kommt und bietet ihm seinen alten Job wieder an.

## Kritiken
Roger Ebert verglich den Film in der Chicago Sun-Times vom 22. August 1983 mit der Pilotfolge einer Sitcom im Fernsehen. Die Grundidee biete „echte“ komödiantische Möglichkeiten, die die Filmautoren durch schlechte Gags, missliche Fantasieszenen, stocksteife Charaktere und unglaubwürdige Situationen verschwenden würden. Dies sei umso schlimmer, weil die Besetzung mit Michael Keaton, Teri Garr und Martin Mull „vielversprechend“ sei.
Janet Maslin schrieb in der New York Times vom 26. August 1983, die Komödie wäre komisch, wenn sie Witze beinhalten würde („would be funny if it had jokes“). Michael Keaton und Teri Garr könne man mögen; die Ausgangssituation biete Möglichkeiten, die jedoch nicht genutzt würden.

## Auszeichnungen
Der Film gewann im Jahr 1984 als Beste Komödie den Young Artist Award. Frederick Koehler wurde für den Young Artist Award nominiert.

## Hintergrund
Der Film spielte in den Kinos der USA ca. 64,8 Millionen US-Dollar ein.